# Carthage Fossae
Le Carthage Fossae sono una struttura geologica della superficie di Dione.